# Allotrichoma simplex
Allotrichoma simplex är en tvåvingeart som beskrevs av Friedrich Hermann Loew 1861. Allotrichoma simplex ingår i släktet Allotrichoma och familjen vattenflugor. Inga underarter finns listade i Catalogue of Life.